# Luís Martins de Souza Dantas

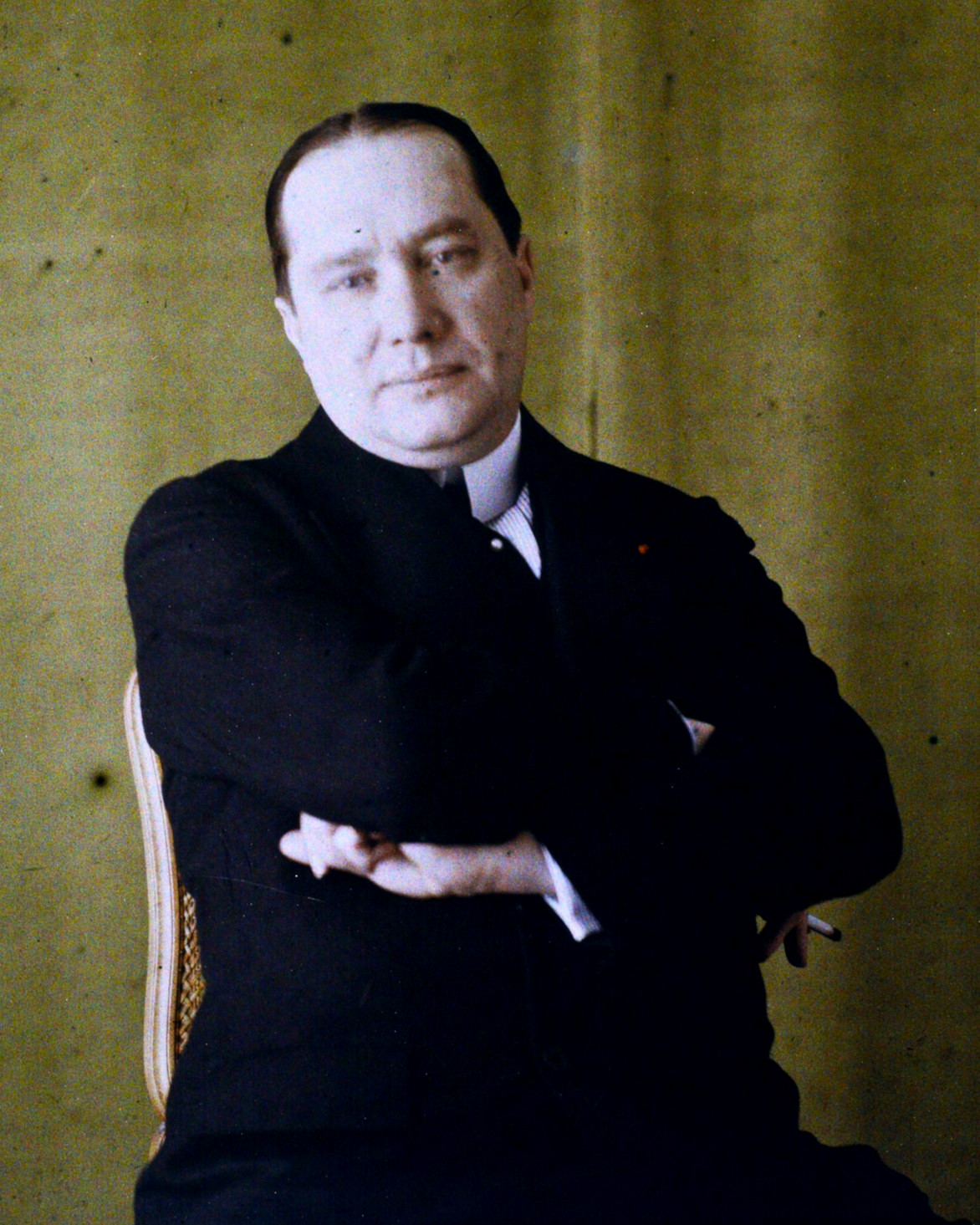
Luís Martins de Souza Dantas, 1927. Autochrom von Georges Chevalier.

Luís Martins de Souza Dantas (* 17. Februar 1876 in Rio de Janeiro; † 16. April 1954 in Paris) war ein brasilianischer Diplomat und Gerechter unter den Völkern.

## Leben
Als brasilianischer Botschafter in Frankreich rettete Dantas während der deutschen Besetzung Frankreichs viele Verfolgte des Naziregimes durch die Verteilung von Visa. Dabei folgte Dantas nicht den von der brasilianischen Regierung vorgegebenen Regeln. Zwischen Juni und Dezember 1940, als Souza Dantas untersagt wurde, weiterhin Visa auszustellen, verteilte er über 500 Visa an die Verfolgten. Selbst nach dem Verbot verteilte Souza Dantas weiterhin nun zurückdatierte Visa. Am 10. Dezember 2003 wurde er von der Gedenkstätte Yad Vashem als Gerechter unter den Völkern ausgezeichnet.
Nach seiner Pensionierung wurde Souza Dantas gebeten, die brasilianische Delegation bei der ersten Generalversammlung der Vereinten Nationen zu leiten. Er war der erste Brasilianer, der vor den Vereinten Nationen sprach.

## Diplomatische Laufbahn

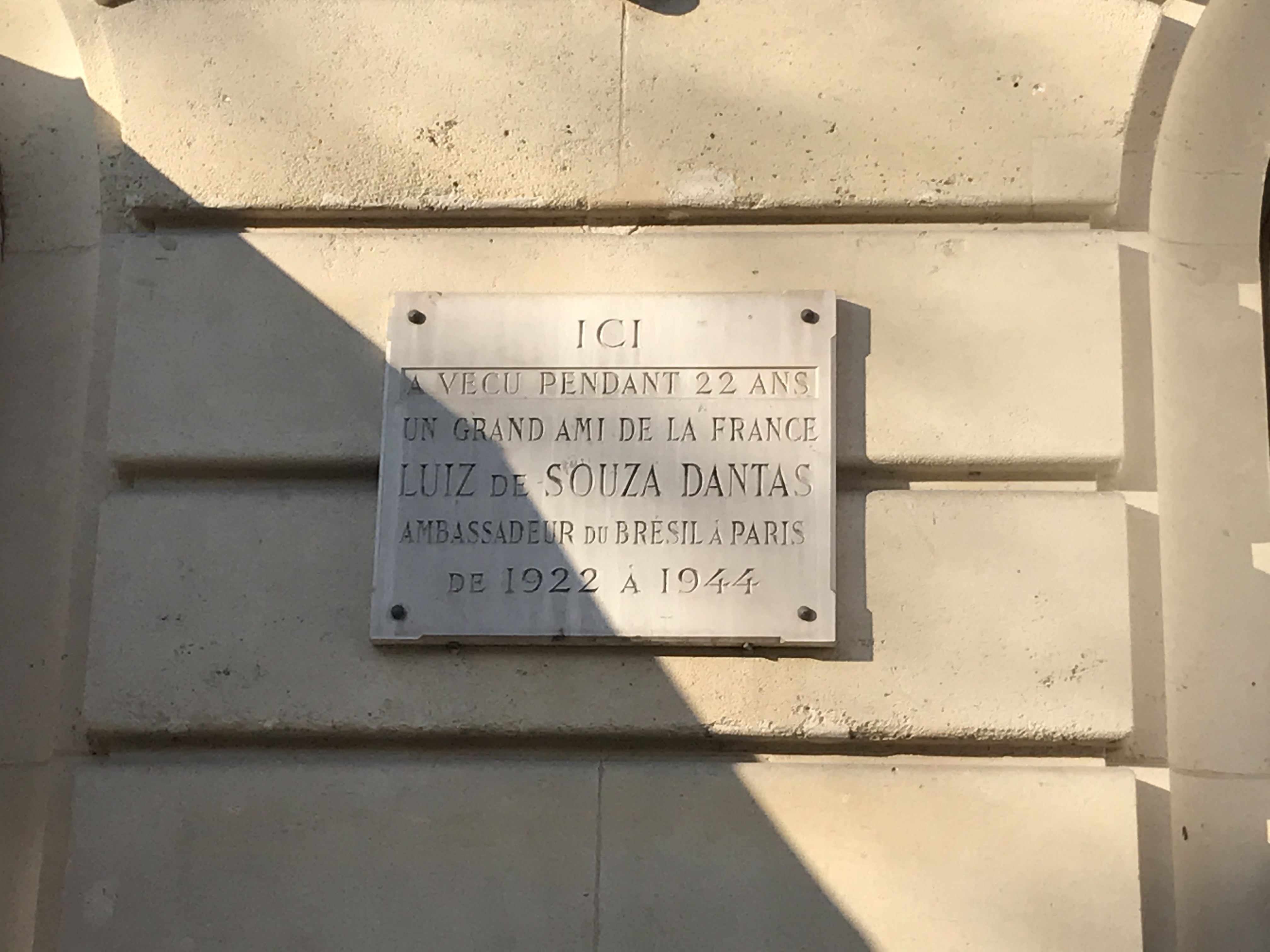
Gedenktafel an Luis Martins de Souza Dantas an seinem Wohnhaus 45 Avenue Montaigne in Paris

Luis Martins de Souza Dantas war Bachelor of Laws der Universität von São Paulo. Von 1897 bis 1899 war er Attaché an der Gesandtschaft in Bern. Von 1900 bis 1902 war er Gesandtschaftssekretär zweiter Klasse in Sankt Petersburg, darauf von 1902 bis 1908 Selbiges in Rom. Von 1908 bis 1913 war er Gesandtschaftssekretär erster Klasse in Buenos Aires, wo er ab 1914 zeitweise Geschäftsträger und vom 14. April 1915 bis zum 21. Januar 1916 außerordentlicher Gesandter und Ministre plénipotentiaire war. Vom 7. Oktober 1917 bis zum 25. Mai 1919 war er Gesandter in Rom.
1919 war de Souza Danta vom 25. Mai bis zum 14. August außerordentlicher Gesandter und Ministre plénipotentiaire in Brüssel, 1916 wurde er Staatssekretär im Außenministerium. Vom 14. August 1919 bis zum 22. Dezember 1922 war er erneut Gesandter in Rom und anschließend vom 24. Dezember 1922 bis zum 10. März 1943 in Paris bzw. Vichy. Vom 23. Juni bis zum 15. November 1916 und vom 3. bis zum 7. Mai 1917 war er brasilianischer Außenminister. 1924 und 1926 vertrat er die brasilianische Regierung beim Völkerbund.
Er war Vorsitzender der brasilianischen Delegation zur Vollversammlung der Vereinten Nationen
in der Westminster Central Hall in London.

## Ehrungen
- In der Nationalbibliothek Brasiliens wurde die Bibliothek Luís Martins de Souza Dantas eingerichtet, die sich der Exilliteratur widmet.
- Israel brachte Souza Dantas zu Ehren eine Briefmarke heraus.

## Durch Visa von Souza Dantas Gerettete
- Ernst Feder
- Erna Feder
- Felix G. Rohatyn
- Raphael Zimetbaum